# غوران جوروفيتش
غوران جوروفيتش (بالصربية: Горан Ђоровић)‏ مواليد 11 نوفمبر 1971 في بريشتينا، جمهورية يوغوسلافيا الاشتراكية الاتحادية، هو لاعب كرة قدم صربي دولي سابق كان يلعب كمدافع. اعتزل اللعب عام 2004. سبق له أن لعب في كأس العالم لكرة القدم مع منتخب بلاده. بدأ مسيرته الرياضية عام 1989. لعب خلال مسيرته 324 مباراة سجل خلالها 11 هدفاً.

## المسيرة الاحترافية

### أندية لعب لها
- النجم الأحمر بلغراد
- سلتا فيغو
- ديبورتيفو لاكورونيا

## روابط خارجية
- غوران جوروفيتش على موقع الاتحاد الدولي (مؤرشف)  (الإنجليزية)
- غوران جوروفيتش على موقع قاعدة بيانات كرة القدم.إي يو (الإنجليزية)
- غوران جوروفيتش على موقع ناشيونال فوتبول تيمز (الإنجليزية)
- غوران جوروفيتش على موقع عالم كرة القدم.نت (الإنجليزية)